# Municipio de Richland (condado de Logan)
El municipio de Richland (en inglés: Richland Township) es un municipio ubicado en el condado de Logan en el estado estadounidense de Ohio. En el año 2010 tenía una población de 2482 habitantes y una densidad poblacional de 32,13 personas por km².

## Geografía
El municipio de Richland se encuentra ubicado en las coordenadas 40°29′56″N 83°48′3″O / 40.49889, -83.80083. Según la Oficina del Censo de los Estados Unidos, el municipio tiene una superficie total de 77,25 km², de la cual 75,11 km² corresponden a tierra firme y (2,76 %) 2,13 km² es agua.

## Demografía
Según el censo de 2010, había 2482 personas residiendo en el municipio de Richland. La densidad de población era de 32,13 hab./km². De los 2482 habitantes, el municipio de Richland estaba compuesto por el 97,58 % blancos, el 0,32 % eran afroamericanos, el 0,4 % eran amerindios, el 0,32 % eran asiáticos, el 0,24 % eran de otras razas y el 1,13 % eran de una mezcla de razas. Del total de la población el 1,41 % eran hispanos o latinos de cualquier raza.